# Roeboexodon
Roeboexodon is een geslacht van straalvinnige vissen uit de familie van de karperzalmen (Characidae).

## Soorten
- Roeboexodon geryi Myers, 1960
- Roeboexodon guyanensis (Puyo, 1948)